# Isochromodes petropolisaria
Isochromodes petropolisaria là một loài bướm đêm trong họ Geometridae.